# Cyclamen intaminatum
Cyclamen intaminatum is een cyclaam die men hier en daar in de eikenbossen van het laaggebergte van West-Turkije aantreft. De plant werd vroeger beschouwd als een variëteit van Cyclamen cilicium (Cyclamen cilicium Boiss. & Heldr. var. intaminatum Meikle).

## Kenmerken
C. intaminatum is een dwergsoort. De bloemen die samen met de eerste bladeren uitkomen zijn meestal wit met grijsachtige lijnen en hebben geen basale vlek (‘intaminatum’). De veelal groene bladeren zijn soms licht gemarmerd. 

## Cultivars
‘Roseum’ is een selectie met roze bloemen. Een andere selectie met duidelijk getekende bladeren is ‘Patterned leaf’. 

## Kweek
Deze niet volledig winterharde soort moet op een beschutte plek worden geplant. Omdat de plant zo klein is, wordt wel aangeraden om hem in een koude kas te kweken.
... · 
C. abchasicum · 
C. africanum · 
C. alpinum · 
C. balearicum · 
C. cilicium · 
C. colchicum · 
C. coum (Rondbladige cyclaam) · 
C. creticum · 
C. cyprium · 
C. elegans · 
C. graecum · 
C. hederifolium (Napolitaanse cyclaam) · 
C. intaminatum · 
C. libanoticum · 
C. mirabile · 
C. persicum · 
C. pseudibericum · 
C. parviflorum · 
C. purpurascens (Alpenviooltje) · 
C. repandum · 
C. rhodium · 
C. rohlfsianum · 
C. somalense · 
...